# Phyllidia multituberculata
Phyllidia multituberculata is een slakkensoort uit de familie van de Phyllidiidae. De wetenschappelijke naam van de soort is voor het eerst geldig gepubliceerd in 1918 door C.R. Boettger.